# Dario Renzi
Pour les articles homonymes, voir Renzi.
Cet article possède un paronyme, voir Amnésie.
Dario Renzi (né le 11 avril 1987), mieux connu sous le nom de scène Amnesys, est un compositeur et disc jockey italien de techno hardcore. Actuel membre de Traxtorm Records, Amnesys compte de nombreuses collaborations, en particulier avec d'autres artistes du label comme DJ Mad Dog, The Stunned Guys ou Tommyknocker, et au sein du collectif Hardcore Italia.

## Biographie
Dario Renzi est né en 1987. Il écoute pour la première fois de la techno hardcore (la compilation A Nightmare in Rotterdam V) en 1998, et se tourne dès lors vers ce style musical. Il apprend à mieux connaître ce style via l'émission de radio Virus animée par Freddy K à la fin des années 1990, et fait sa première démo en 2001, qu'il remet personnellement à Cristian Itali, alias Impulse Factory. Son premier EP, The Ultimate Motherfucker, sort en 2004 chez Impulse Records, un sous-label de l'italien Traxtorm Records. Les trois morceaux le font remarquer par The Stunned Guys, qui décident de prendre sous leur aile ce nouveau venu. 
Après deux EP chez Impulse, Amnesys sort son premier EP directement sous l'étiquette Traxtorm Records au début de 2007, intitulé Mainstream Nitro, lequel connaît un important succès. My Motherfuckin' Name, l'une des pistes de l'EP, atteint la quatrième place du classement « MOH Radio Live Top 100 » en 2007, classement établi à partir des votes des auditeurs de la webradio de Masters of Hardcore. 2008 commence avec la sortie de son quatrième EP, Worldwide Crisis. Cette sortie, vu le succès d'estime qu'il entraîne, lui ouvre les portes aux scènes des principaux événements de techno hardcore néerlandais, à commencer par Masters of Hardcore, suivi par Dominator, Defqon.1 et Project Hardcore. Worldwide Crisis, la piste donnant son nom au LP, atteint la première place du classement MOH Radio Live Top 100 2008. En 2009, il participe à l'édition The Last Daylight du festival A Nightmare Outdoor sorti la même année comme triple CD album live, noté d'un 87 sur 100 par Partyflock. La même année, il participe à la compilation Earthquake - The In & Outdoor Hardcore Festival aux côtés notamment de DJ Delirium et The Outside Agency.
En 2014, il participe à l'édition Dark Matter dufestival Ground Zero avec Ophidian, Hamunaptra et High Voltage. Il est annoncé à l'édition 2017 du festival Ground Zero.

## Style musical
À la fin des années 1990, Dario Renzi écoute attentivement ce qui passe lors de l'émission radiophonique Virus. Il enregistre quantité de pistes diffusées, et les réarrange par lui-même. C'est également à cette époque qu'il achète son premier disque, Try to make it harder, une sortie conjointe d'Impulse Factory, Three Village et Hardcore Terrorists, et qu'il commence à triturer des sons sur son premier ordinateur, un Pentium 1.

## Discographie

### EP
- 2004 : The Ultimate Motherfucker (Impulse Records)
- 2006 : Lose Yourself (Impulse Records)
- 2007 : Mainstream Nitro (Traxtorm Records)
- 2008 : Worldwide Crisis (Traxtorm Records)
- 2009 : Elevation (Traxtorm Records)
- 2010 : Refly (Traxtorm Records)
- 2010 : Symphony of Sins (feat. The Stunned Guys)
- 2011 : Game Over (feat. Mad Dog) (Traxtorm Records)
- 2012 : Back 2 Zero (Traxtorm Records)
- 2013 : We Stand United (Traxtorm Records)
- 2014 : Eliminate (feat. Tommyknocker) (Traxtorm Records)
- 2014 : Shockwave (feat. MC Axys)
- 2016 : Blackout (Official Ground Zero Hardcore 2016 Anthem) (avec Tommyknocker)

### Compilations
- 2009 : Dominator 2009 (mix du CD2 sorti à l'occasion de l'événement « Dominator » 2009, le CD étant mixé par DJ D)